# 非裔秘魯人
非裔秘魯人，是有黑人血統的秘魯人及其後裔，他們因奴隸貿易來到南美洲。

## 歷史
第一批非洲人於1521年與征服者一起抵達南美，大部分是奴隸。1529年至1537年間，當弗朗西斯科·皮薩羅獲准將363名奴隸輸入殖民地秘魯時，一大群非洲人被輸入為公共建築，橋樑和道路系統做勞動。他們還與征服者一起作為士兵，並作為私人僕役和保鏢，在1533年非裔秘魯奴隸陪同西班牙人征服庫斯科。
秘魯進口了兩種黑奴。在非洲出生的人通常被稱為negros bozales（未開化的黑人），這些奴隸可能直接從西非或西南非洲運出，或從西班牙印度群島或其他西班牙殖民地運來。先前與西班牙文化融合講西班牙語的非裔秘魯人被稱為黑拉丁人。其中一些是人混血兒，西班牙男人和非洲婦女的後裔(穆拉托人)。有色人種進行有助於西班牙殖民化的技能和非技能功能。
在城市地區，非裔秘魯人是廚師，洗衣工，女傭，雜役和園丁。在某些情況下，他們在海軍，醫院，教堂和慈善機構工作。1587年，377名非洲人後裔在造船廠工作。該行業包括大量在採石場，窯爐和建築項目中工作的黑人。由於沒有足夠的西班牙人來建立殖民地，所以黑人基本上保持了經濟運行。漸漸地，非裔秘魯人利用他們在熟練技工和農業方面的廣泛知識和培訓，集中在專業領域。
在奴隸階層的社會等級中，黑人工匠的技能水平最高。他們是木匠，裁縫，鐵匠，刀匠和銀匠。這個群體享有比在大型莊園或私人家庭工作的奴隸有更多的自由。西班牙的小企業老闆會派遣一整套僕從工匠獨立工作，然後回到老闆手中。隨著工匠價格的上漲，黑人工匠獲得了更好的待遇，有時也扮演了低級職員的角色。熟練的行業是有色人種社會進步的主要途徑。由於他們的高技能，非裔秘魯人在西班牙貴族中獲得了聲望。他們佔據了相對較低的社會階層，但有一些與當地人有關的地位，並被認為是新興的混血階級（土著人和西班牙殖民者的後裔）之上。
隨著混血人口（麥士蒂索人）的增長，非裔秘魯人作為原住民和西班牙人之間的中間人的作用減弱了。西班牙人與土著秘魯人之間的混雜種群增加。西班牙人精英根據種族血統和膚色制定了種姓制度（卡斯塔），以保護西班牙人和混血兒子女的特權。在這個系統中，西班牙人位居前列，中間是混血兒，非洲人和土著居民是底層。麥士蒂索人繼承了幫助西班牙管理該國的特權。
隨著額外的移民從西班牙抵達並定居秘魯，混血人試圖為自己保留最賺錢的工作。在殖民時期早期，非裔西班牙人和非裔秘魯人經常在金礦工作，因為他們熟悉這些技術。 至少從第四世紀開始，西非部分地區的黃金開采和鍛造就很普遍。但是，在早期殖民時期之後，很少非裔秘魯人會成為金匠或銀匠。
最終，非裔秘魯人成為北部海岸的甘蔗種植園,水稻田和南部海岸的葡萄園和棉花種植園工人。在農村，他們代表濕地維護，家務管理，家務勞動，牧民等。在印第安人作為農村勞動力變得稀缺之後，有色人種獲得了yanakuna的稱號，分配給土著僕人一塊土地的權利和一天的工作。非裔秘魯人通常使用來自莊園的huido（翻譯為逃跑，飛行）和主動轉變主人或加入逃亡奴隸的武裝團伙，而土著居民習慣在銀礦工作，他們比西非人或西班牙人擁有更多的專業知識。

## 奴隸貿易
在西班牙人販賣奴隸的過程中，約有95,000名奴隸被帶入秘魯，最後一批奴隸於1850年抵達。奴隸最初被運往古巴和伊斯帕尼奧拉島，販運者將其帶到巴拿馬和秘魯總督區。其他人還在哥倫比亞的卡塔赫納或墨西哥的韋拉克魯斯的貿易展銷會上購買奴隸，然後他們回到秘魯，再進口的新奴隸。由於1548年的“新法律，奴隸們逐漸取代了土著居民。
秘魯的奴隸主開發了從非洲特定地區獲得奴隸的偏好，他們認為來自幾內亞，從塞內加爾河到奴隸海岸的奴隸更容易管理，並具有可銷售的技能。他們已經知道如何種植稻米，訓練馬匹和管理牛群。奴隸主也喜歡從尼日利亞到加納東部的奴隸。奴隸主的第三選擇是來自剛果，貝寧、莫桑比克，馬達加斯加和安哥拉的奴隸。
在17世紀，一些所有者開始了有色人種的處理過程。在某些情況下，奴隸被允許自贖，並且出現了一個自由的非裔秘魯人社會階層。奴隸們不得不付出很高的代價來購買自由;有些人被允許在外邊掙錢，或者如果被租出則保留一部分收入。其他人提供貸款，有些人獲得主人的自由。即使獲得自由時，獨立黑人也不會與西班牙人相等。有色人種在某些方面享有平等的特權，例如，有非洲自由人購買和出售土地的記錄。黑人從事各種創業活動，其中貿易是一個重要因素。一些非洲裔人成為商店的主人。但是，自由公民的地位帶來了有色人種不得不面對的新挑戰和條件。如一位有色人士需要獲得工作往往被要求支付禮物，或被召集到民兵隊伍中去保衛國家。所有人都受到聖所的監督。
自由的黑人皇室為提高了收入。一項強迫前奴隸與西班牙前主人住在一起的法令是限制解放黑人自由的另一種方式。雖然有些人為了省錢而留下，但大多數人成功地反抗了這一規則，並開始建立“聯合社區”來相互支持。由教會主要經營的大學和學校禁止非白人入學，理由是他們“不配受教育”。然而通過政治階梯，富有的，有技術和有能力的混血兒，取得了小職員的職位。
1856年，拉蒙·卡斯蒂利亞和馬爾克薩多總統宣布廢除奴隸制。
新近獲得釋放的公民通常會使用他們以前的所有者的姓氏。 例如，為Florez家族服務的奴隸自稱為“Florez”或“Flores”。儘管秘魯大多數黑奴逐漸解放，但奴隸制在19世紀太南美洲太平洋沿海地區仍然存在，因為秘魯奴隸販子綁架波利尼西亞人，主要來自馬克薩斯群島和復活節島，並強迫他們在秘魯和智利的鳥糞產業從事體力勞動。

## 今天的非裔秘魯人
今天，非裔秘魯人主要居住在中部和南部沿海地區，其中大部分人口居於利馬，卡亞俄，納斯卡，欽查省，伊卡和卡涅特等省。許多非裔秘魯人生活在北部海岸的蘭巴那克和皮烏拉。非裔秘魯人和非洲黑人混血兒最集中的地方是卡亞俄，這個地區從歷史上接受了來自北部和南部海岸的許多非裔秘魯人。
在伊卡地區的南部海岸，有許多棉田和葡萄園，該地區以黑人為主，如人口眾多的欽查省的埃爾卡門。在納斯卡，伊卡市和利馬附近卡涅特省的聖路易斯區以及利馬南部的納斯卡等地還有其他這樣的城鎮。在利馬，以擁有大量非洲裔人口而聞名的城鎮是普恩特彼德拉，非裔秘魯人也居住在秘魯北部地區，如拉利伯塔德和安卡什，但較大的人口集中在皮烏拉和蘭巴耶克地區的山區種植園。
最近已經證實，非裔秘魯人最集中的社區是Morropón（Piura）的Yapatera，由大約7000名農民組成，他們主要是非洲（馬達加斯加）血統的奴隸後裔。他們被稱為“malgaches”或“mangaches”
自由的奴隸也來到了亞馬遜雨林中的小山谷，如塞羅帕斯科和瓦努科，並且這些地區仍然有少量的非洲裔人口。

## 政府道歉
2009年11月，秘魯政府向秘魯非裔秘魯人民正式道歉數百年來的種族不公正;這是政府有史以來第一次這樣道歉。它是由婦女和社會發展部長Nidia Vilchez宣布的，最初發表在官方報紙El Peruano。道歉說：我們對非裔秘魯人民的殖民時代至今的虐待，排斥和歧視做出了歷史性的道歉。
Vilchez表示，政府希望其道歉將有助於促進“秘魯所有多元文化人口的真正融合”。
政府承認，一些歧視持續存在，非裔秘魯人佔人口的5％-10％。政府的初步聲明說：“政府承認並遺憾的是，種族主義的痕跡仍然存在，這是對整個人口的社會，經濟，勞動力和教育發展的阻礙。”莫妮卡·卡里略非裔秘魯研究和促進中心表示，27％的非裔秘魯人完成了高中，只有2％獲得了更高的技術教育。]雖然秘魯不是第一個向其人口道歉的拉美政府，但它是第一個承認當今仍存在歧視的國家。儘管一些人權組織稱讚政府的承認，但其他專家卻批評道歉，因為沒有提到奴隸制或承諾改變現狀。